# 潜江龙虾城
30°23′37″N 112°54′40″E / 30.39364°N 112.91117°E
潜江龙虾城，也称中国潜江生态龙虾城，是中华人民共和国湖北省潜江市的一个旅游景点与城市坐标，以生产制造加工潜江龙虾而闻名于世。

## 沿革
2014年9月25日，龙虾城举行奠基仪式，为潜江市打造综合性城市地标。湖北中伦生态龙虾城项目总投资15亿人民币，总建面56万平方米。其一期工程包括龙虾美食城与龙虾美食广场，还有龙虾雕塑广场。2016年，生态城召开项目二期招商发布会。2020年，随着冠状病毒疫情严重，潜江生态龙虾城停业。同年4月1日，正式复工。